# Valeriu Alaci
Valeriu Alaci (n. 22 octombrie 1884 la Cacica, Suceava – d. 1955) a fost un matematician român.
A fost profesor la Catedra de analiză matematică, prodecan al Facultății de Electrotehnică din cadrul Universității Politehnice din Timișoara. La Timișoara există o stradă denumită Profesor Doctor Alaci (Somnului).

## Biografie
S-a născut la Cacica, Suceava într-o familie modestă de origine armeană.
După studiile primare și gimnaziale de la Vaslui, urmează, între anii 1905 - 1909, Facultatea de Științe din cadrul Universității din București.
După absolvirea acesteia, este profesor de matematică la diferite licee din București și Iași și apoi la Școala Politehnică din Timișoara.
Alături de Traian Lalescu, Vasile Cristescu, Gheorghe Buicliu, este ales printre membrii Comitetului Gazetei Matematice.

## Contribuții
Printre temele studiate, se numără: seriile trigonometrice, funcțiile pătratice, ecuațiile diferențiale și integrale.
A dat ecuația unei figuri cu patru foi din patru semicercuri egale.
A studiat soluția generală a ecuației diofantice de forma:
{\displaystyle xy=az(x+y)+b,\!}
unde {\displaystyle a,b\in \mathbb {Z} .\!}

## Scrieri
A publicat peste 110 memorii din domeniul matematicii.
Cea mai importantă scriere a sa este Trigonometria pătratică.
De asemenea, a scris o serie de articole referitoare la activitatea unor matematicieni ca: N. Botea (1938), Gh. Bratu (1941), Ion Ionescu (1947), N. Abramescu (1947).

## Distincții
- Ordinul Muncii clasa a III-a (14 septembrie 1953)[6]